# Penelope Cleyn
Penelope Cleyn (ou Clein ou Klein), née et morte à des dates inconnues, est une peintre miniaturiste active à Londres entre 1668 et 1677.

## Biographie
Cleyn est la fille du peintre et tapissier allemand Francis Cleyn (en). Elle est formée par son père avec ses trois frères aînés Francis, John et Charles, et ses deux sœurs Sarah et Magdalen (tous nés et morts à Londres), qui reprirent la profession de leur père et devinrent dessinateurs et peintres miniaturistes. Ils reprirent l'atelier après la mort de leur père en 1658. Les attributions des œuvres ont parfois été difficiles en raison des similitudes de style entre Francis et ses enfants. Pénélope s'est vu attribuée à deux miniatures de William Cecil, second comte d'Exeter (1677), et Dorothea, fille de Richard Cromwell (1668), signé P. C.